# God Was Created
God Was Created är det amerikanska death metal-bandet Vehemences andra studioalbum, utgivet 3 juni 2002 av skivbolaget Metal Blade Records.

## Låtlista
1. "Made for Her Jesus" – 5:58
2. "She Never Noticed Me" – 7:00
3. "Fantasy from Pain" – 6:05
4. "Christ, I Fucking Hate You!" – 5:02
5. "Lusting for Affection" – 3:39
6. "The Last Fantasy of Christ" – 5:23
7. "I Didn't Kill Her" – 8:55
8. "God Was Created" – 5:55
9. "I Must Not Live" – 6:12
10. "The Lord's Work" – 5:33

Text: Nathan Gearhart / Musik: Vehemence (utom spår 2, skriven av Jason Keesecker)

## Medverkande
Musiker (Vehemence-medlemmar)
- Bjorn Dannov – sologitarr, rytmgitarr, akustisk gitarr
- Nathan Gearhart – sång
- Mark Kozuback – basgitarr
- Andy Schroeder – trummor
- Jason Keesecker – keyboard, piano
- John Chavez – sologitarr, rytmgitarr, sampling

Produktion
- Vehemence – producent
- Mike Schomig – ljudtekniker
- Mike Blanchard – ljudtekniker
- Will Solares – assisterande ljudtekniker
- Juan Urteaga – ljudmix, mastering
- John Chavez – omslagsdesign
- Brian Ames – omslagsdesign
- Evil Dave – omslagskonst
- Scott Wilfong – omslagskonst
- Scott Wiegand – logo
- Shawnda Bauer – foto